# Lepthyphantes pannonicus
Lepthyphantes pannonicus är en spindelart som beskrevs av Gábor von Kolosváry 1935. Lepthyphantes pannonicus ingår i släktet Lepthyphantes och familjen täckvävarspindlar.
Artens utbredningsområde är Ungern. Inga underarter finns listade i Catalogue of Life.